# Llista de topònims de Carme
Llista de topònims (noms propis de lloc) del municipi de Carme, a l'Anoia
Informació actualitzada per un bot. Els canvis manuals es perdran quan s'actualitzi!

## barraca de vinya
| imatge | Nom                                          | Ubicat a | instància de     | Detalls                                  | coordenades                                                          | Protecció | Commons (més fotos) | Dades a WD                    |
| ------ | -------------------------------------------- | -------- | ---------------- | ---------------------------------------- | -------------------------------------------------------------------- | --------- | ------------------- | ----------------------------- |
|        | barraca de pedra seca                        | Carme    | barraca de vinya |                                          | 41° 32′ 34″ N, 1° 36′ 37″ E / 41.54265°N,1.61025°E                   |           |                     | Modifica les dades a Wikidata |
|        | barraca de pedra seca de planta circular     | Carme    | barraca de vinya | 19th century                             | 41° 32′ 37″ N, 1° 36′ 46″ E / 41.54368°N,1.61273°E ca:Camí a Collbàs |           |                     | Modifica les dades a Wikidata |
|        | barraca de pedra seca de planta quadrangular | Carme    | barraca de vinya | Estil: arquitectura popular 19th century | 41° 32′ 35″ N, 1° 36′ 48″ E / 41.54307°N,1.61345°E ca:Camí a Collbàs |           |                     | Modifica les dades a Wikidata |
|        | barraca de pedra seca integrada en un marge  | Carme    | barraca de vinya | 19th century                             | 41° 32′ 35″ N, 1° 36′ 42″ E / 41.54295°N,1.61157°E ca:Camí a Collbàs |           |                     | Modifica les dades a Wikidata |

## casa
| imatge | Nom                                      | Ubicat a | instància de | Detalls                             | coordenades                                                                  | Protecció                                  | Commons (més fotos) | Dades a WD                    |
| ------ | ---------------------------------------- | -------- | ------------ | ----------------------------------- | ---------------------------------------------------------------------------- | ------------------------------------------ | ------------------- | ----------------------------- |
|        | Can Guet i casa al carrer Sant Martí, 44 | Carme    | casa         | Estil: arquitectura popular 1836    | 41° 31′ 51″ N, 1° 37′ 15″ E / 41.530836°N,1.62072°E ca:C/ Sant Martí, 46     | bé integrant del patrimoni cultural català |                     | Modifica les dades a Wikidata |
|        | Casa Hernán                              | Carme    | casa         | Estil: arquitectura modernista 1914 | 41° 31′ 54″ N, 1° 37′ 12″ E / 41.531601°N,1.62°E ca:Carrer de Sant Martí, 9  |                                            |                     | Modifica les dades a Wikidata |
|        | casa al carrer Sant Martí, 9             | Carme    | casa         | Estil: arquitectura modernista 1914 | 41° 31′ 54″ N, 1° 37′ 14″ E / 41.531644°N,1.620487°E ca:Carrer Sant Martí, 9 | bé integrant del patrimoni cultural català |                     | Modifica les dades a Wikidata |

## cova
| imatge | Nom                    | Ubicat a | instància de | Detalls | coordenades                                                         | Protecció | Commons (més fotos) | Dades a WD                    |
| ------ | ---------------------- | -------- | ------------ | ------- | ------------------------------------------------------------------- | --------- | ------------------- | ----------------------------- |
|        | Forat de les Graus     | Carme    | cova         |         | 41° 31′ 45″ N, 1° 36′ 53″ E / 41.5291683947425°N,1.61460967978817°E |           |                     | Modifica les dades a Wikidata |
|        | coves de les Esplugues | Carme    | cova         |         | 41° 31′ 57″ N, 1° 38′ 14″ E / 41.5324919817587°N,1.63721808476321°E |           |                     | Modifica les dades a Wikidata |

## edifici
| imatge | Nom                                | Ubicat a | instància de     | Detalls      | coordenades                                                                           | Protecció                                  | Commons (més fotos)       | Dades a WD                    |
| ------ | ---------------------------------- | -------- | ---------------- | ------------ | ------------------------------------------------------------------------------------- | ------------------------------------------ | ------------------------- | ----------------------------- |
|        | Centre Recreatiu de Carme          | Carme    | edifici          | 20th century | 41° 31′ 54″ N, 1° 37′ 16″ E / 41.531605°N,1.621207°E ca:Av. Catalunya, 11-13 328 msnm | bé cultural d'interès local                | Centre Recreatiu de Carme | Modifica les dades a Wikidata |
|        | Pallissa del Montserrat            | Carme    | edifici pallissa |              | 41° 32′ 03″ N, 1° 37′ 12″ E / 41.5342426355335°N,1.62012342597795°E                   |                                            |                           | Modifica les dades a Wikidata |
|        | habitatge al carrer Sant Martí, 42 | Carme    | edifici          | 1893         | 41° 31′ 52″ N, 1° 37′ 14″ E / 41.53114°N,1.62067°E ca:C/ Sant Martí, 42               | bé integrant del patrimoni cultural català |                           | Modifica les dades a Wikidata |

## entitat singular de població
| imatge | Nom                       | Ubicat a | instància de                                   | Detalls | coordenades                                                       | Protecció | Commons (més fotos) | Dades a WD                    |
| ------ | ------------------------- | -------- | ---------------------------------------------- | ------- | ----------------------------------------------------------------- | --------- | ------------------- | ----------------------------- |
|        | Carme                     | Carme    | entitat singular de població capital municipal | 774 hab | 41° 31′ 55″ N, 1° 37′ 06″ E / 41.532061°N,1.61834718°E 321 msnm   |           |                     | Modifica les dades a Wikidata |
|        | les Espluges de Carme     | Carme    | entitat singular de població                   | 9 hab   | 41° 31′ 56″ N, 1° 38′ 20″ E / 41.53213515°N,1.63891523°E 325 msnm |           |                     | Modifica les dades a Wikidata |
|        | les Pinedes de l'Armengol | Carme    | entitat singular de població                   | 36 hab  | 41° 30′ 53″ N, 1° 37′ 25″ E / 41.514816°N,1.623613°E 550 msnm     |           |                     | Modifica les dades a Wikidata |

## església
| imatge | Nom                    | Ubicat a | instància de | Detalls                                 | coordenades                                                                                  | Protecció                                  | Commons (més fotos)    | Dades a WD                    |
| ------ | ---------------------- | -------- | ------------ | --------------------------------------- | -------------------------------------------------------------------------------------------- | ------------------------------------------ | ---------------------- | ----------------------------- |
|        | Mare de Déu de Collbàs | Carme    | església     | Estil: arquitectura gòtica 14th century | 41° 32′ 40″ N, 1° 36′ 30″ E / 41.544341°N,1.608312°E ca:Turó de la Serra de Collbàs 463 msnm | bé integrant del patrimoni cultural català | Mare de Déu de Collbàs | Modifica les dades a Wikidata |
|        | Sant Martí             | Carme    | església     | Estil: arquitectura barroca 1748        | 41° 31′ 52″ N, 1° 37′ 16″ E / 41.531236°N,1.620987°E ca:C/ Sant Martí, 47                    | bé integrant del patrimoni cultural català | Sant Martí de Carme    | Modifica les dades a Wikidata |

## masia
| imatge | Nom            | Ubicat a | instància de              | Detalls                     | coordenades | Protecció                                  | Commons (més fotos) | Dades a WD                    |
| ------ | -------------- | -------- | ------------------------- | --------------------------- | --- | ------------------------------------------ | ------------------- | ----------------------------- |
|        | Cal Cases      | Carme    | masia                     |                             | 41° 32′ 28″ N, 1° 38′ 41″ E / 41.5411566810215°N,1.64482872641334°E |                                            |                     | Modifica les dades a Wikidata |
|        | Cal Ros        | Carme    | masia                     |                             | 41° 32′ 01″ N, 1° 37′ 17″ E / 41.5336186776528°N,1.62141931578392°E 320 msnm |                                            |                     | Modifica les dades a Wikidata |
|        | Can Balcells   | Carme    | masia                     | Estat: ruïnós               | 41° 31′ 09″ N, 1° 36′ 31″ E / 41.519261548868°N,1.60872090301886°E 506 msnm |                                            |                     | Modifica les dades a Wikidata |
|        | Can Casademont | Carme    | masia                     | Estil: arquitectura popular | 41° 31′ 54″ N, 1° 38′ 21″ E / 41.531779°N,1.639126°E ca:Cal Pere de Carme, Les Esplugues                                                                                          | bé integrant del patrimoni cultural català |                     | Modifica les dades a Wikidata |
|        | Fangars        | Carme    | masia                     | Estat: ruïnós               | 41° 30′ 56″ N, 1° 36′ 46″ E / 41.5156795271577°N,1.61268039333319°E 624 msnm |                                            |                     | Modifica les dades a Wikidata |
|        | Rectoria       | Carme    | masia edifici residencial | 18th century                | 41° 31′ 52″ N, 1° 37′ 16″ E / 41.53113°N,1.62099°E 41° 31′ 52″ N, 1° 37′ 16″ E / 41.53107070922851°N,1.6210379600524902°E ca:C/ Sant Martí, n. 17 ca:Carrer de la Verge del Carme |                                            |                     | Modifica les dades a Wikidata |
|        | la Masuca      | Carme    | masia                     |                             | 41° 32′ 05″ N, 1° 37′ 43″ E / 41.5348°N,1.62853°E |                                            |                     | Modifica les dades a Wikidata |

## molí d'aigua
| imatge | Nom            | Ubicat a | instància de | Detalls                                  | coordenades                                                                                                 | Protecció                                  | Commons (més fotos) | Dades a WD                    |
| ------ | -------------- | -------- | ------------ | ---------------------------------------- | --- | ------------------------------------------ | ------------------- | ----------------------------- |
|        | Molí Major     | Carme    | molí d'aigua | Estil: arquitectura popular 18th century | 41° 31′ 56″ N, 1° 38′ 03″ E / 41.532348°N,1.634209°E ca:Cal Moner, al costat de la riera del Carme 310 msnm | bé integrant del patrimoni cultural català | Molí Major (Carme)  | Modifica les dades a Wikidata |
|        | Molí de Carme  | Carme    | molí d'aigua | Estil: arquitectura popular 1660         | 41° 31′ 59″ N, 1° 37′ 12″ E / 41.532925°N,1.619921°E ca:Carrer de la Vall                                   | bé integrant del patrimoni cultural català |                     | Modifica les dades a Wikidata |
|        | Molí del Saver | Carme    | molí d'aigua | Estil: arquitectura popular 18th century | 41° 31′ 56″ N, 1° 37′ 13″ E / 41.532154°N,1.620225°E ca:C/Les Fonts, 2                                      | bé integrant del patrimoni cultural català |                     | Modifica les dades a Wikidata |

## pedrera
| imatge | Nom                          | Ubicat a | instància de | Detalls | coordenades                                                         | Protecció | Commons (més fotos) | Dades a WD                    |
| ------ | ---------------------------- | -------- | ------------ | ------- | ------------------------------------------------------------------- | --------- | ------------------- | ----------------------------- |
|        | Pedrera Vella de Carme       | Carme    | pedrera      |         | 41° 32′ 32″ N, 1° 38′ 59″ E / 41.5422148821063°N,1.6497939577458°E  |           |                     | Modifica les dades a Wikidata |
|        | Pedrera del Sord de la Pobla | Carme    | pedrera      |         | 41° 32′ 32″ N, 1° 38′ 54″ E / 41.5422888767427°N,1.64842569678437°E |           |                     | Modifica les dades a Wikidata |

## pont
| imatge | Nom                         | Ubicat a | instància de | Detalls                                   | coordenades                                                                             | Protecció | Commons (més fotos) | Dades a WD                    |
| ------ | --------------------------- | -------- | ------------ | ----------------------------------------- | --------------------------------------------------------------------------------------- | --------- | ------------------- | ----------------------------- |
|        | Pont de Cal Cases           | Carme    | pont         | Estat: bon estat                          | 41° 32′ 17″ N, 1° 39′ 00″ E / 41.538038°N,1.649953°E ca:Cal Cases                       |           |                     | Modifica les dades a Wikidata |
|        | Pont de Carme               | Carme    | pont         | Travessa: riera de Carme Estat: bon estat | 41° 31′ 54″ N, 1° 37′ 07″ E / 41.53172°N,1.61852°E ca:Avinguda Catalunya                |           |                     | Modifica les dades a Wikidata |
|        | Pont de Les Escodines       | Carme    | pont         | Estat: bon estat                          | 41° 31′ 09″ N, 1° 36′ 33″ E / 41.51912°N,1.60912°E ca:Avinguda Catalunya s/n            |           |                     | Modifica les dades a Wikidata |
|        | Pont de la Drecera d'Espoia | Carme    | pont         | Estat: malmès                             | 41° 31′ 34″ N, 1° 37′ 53″ E / 41.526136°N,1.631296°E ca:Torrent de Rovirals             |           |                     | Modifica les dades a Wikidata |
|        | Pont del Molí Major         | Carme    | pont         | Estat: bon estat                          | 41° 31′ 56″ N, 1° 38′ 10″ E / 41.53223°N,1.636°E ca:BV-2131 Carme-La Pobla de Claramunt |           |                     | Modifica les dades a Wikidata |

## serra
| imatge | Nom              | Ubicat a                    | instància de | Detalls | coordenades                                                      | Protecció | Commons (més fotos) | Dades a WD                    |
| ------ | ---------------- | --------------------------- | ------------ | ------- | ---------------------------------------------------------------- | --------- | ------------------- | ----------------------------- |
|        | Serra d'Orpinell | Carme la Llacuna Orpí       | serra        |         | 41° 30′ 54″ N, 1° 36′ 09″ E / 41.5151°N,1.60238°E 736.4 msnm     |           |                     | Modifica les dades a Wikidata |
|        | serra d'Espoia   | Carme la Torre de Claramunt | serra        |         | 41° 31′ 20″ N, 1° 38′ 09″ E / 41.52235°N,1.63574583°E 456.3 msnm |           |                     | Modifica les dades a Wikidata |

## Misc
| imatge | Nom                                                        | Ubicat a                         | instància de          | Detalls                          | coordenades                                                                                       | Protecció                                  | Commons (més fotos) | Dades a WD                    |
| ------ | ---------------------------------------------------------- | -------------------------------- | --------------------- | -------------------------------- | ------------------------------------------------------------------------------------------------- | ------------------------------------------ | ------------------- | ----------------------------- |
|        | Aqüeducte Molí Major                                       | Carme                            | aqüeducte             | Estil: arquitectura popular      |                                                                                                   | bé cultural d'interès local                |                     | Modifica les dades a Wikidata |
|        | Forat de les Graus                                         | Carme                            |                       |                                  | 41° 31′ 38″ N, 1° 36′ 43″ E / 41.52722°N,1.61191°E ca:Obaga de la Costa Blanca                    |                                            |                     | Modifica les dades a Wikidata |
|        | Pas cobert                                                 | Carme                            | passatge              | Estil: arquitectura popular 1167 | 41° 31′ 56″ N, 1° 37′ 12″ E / 41.532241°N,1.619911°E ca:C/Major amb Plaça d'Espanya               | bé integrant del patrimoni cultural català |                     | Modifica les dades a Wikidata |
|        | Placa antiga amb nom de carrer ('Calle Juan Solé Marimon') | Carme                            | element arquitectònic | 1930s                            | 41° 31′ 51″ N, 1° 37′ 23″ E / 41.53077°N,1.623°E ca:C/ Raval de Baix cantonada Avinguda Catalunya |                                            |                     | Modifica les dades a Wikidata |
|        | Pujol d'Orpinell                                           | Carme Mediona Orpí               | muntanya              |                                  | 41° 30′ 47″ N, 1° 36′ 21″ E / 41.513°N,1.60592°E 736.4 msnm                                       |                                            |                     | Modifica les dades a Wikidata |
|        | casa consistorial de Carme                                 | Carme                            | casa consistorial     |                                  | 41° 31′ 51″ N, 1° 37′ 23″ E / 41.5309201°N,1.6230215°E                                            |                                            |                     | Modifica les dades a Wikidata |
|        | font de Can Guineu                                         | Carme                            | font                  | Estil: modernisme català         | 41° 31′ 55″ N, 1° 38′ 17″ E / 41.53183°N,1.63808°E ca:Cal Guineu, Les Esplugues                   | bé integrant del patrimoni cultural català |                     | Modifica les dades a Wikidata |
|        | les Esplugues de Carme                                     | Carme                            | nucli de població     |                                  | 41° 31′ 52″ N, 1° 38′ 22″ E / 41.530997246312°N,1.6395727519162°E ca:Carretera BV-2131, km 4      |                                            |                     | Modifica les dades a Wikidata |
|        | riera de Carme                                             | Orpí Carme la Pobla de Claramunt | curs d'aigua          | Desemboca: Anoia                 | 41° 32′ 59″ N, 1° 40′ 33″ E / 41.549683333333°N,1.6758°E                                          |                                            | Riera de Carme      | Modifica les dades a Wikidata |